# Tooway

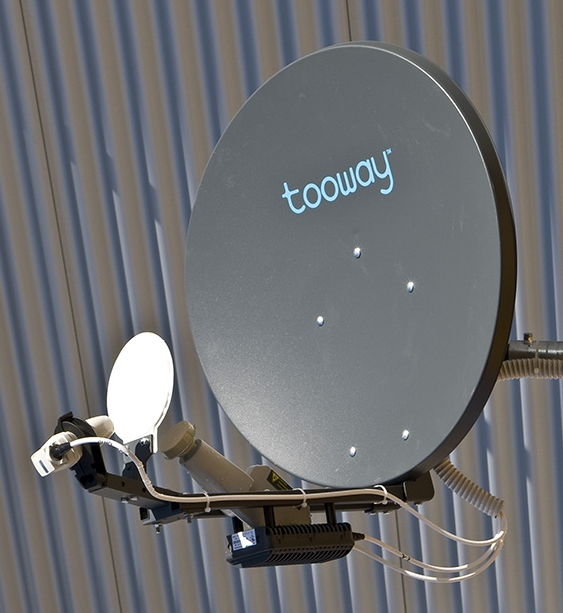
Antena de Tooway

Tooway es un servicio de Internet por satélite de banda ancha bidireccional disponible en toda Europa. El servicio fue lanzado en 2007 a través de dos satélite geoestacionarios Eutelsat, Hot Bird 6 y Eurobird 3, respectivamente, en las posiciones orbitales 13 ° y 33 ° este.
A finales de 2010, Eutelsat lanzó KA-SAT, el primer satélite de alto rendimiento europeo en operar en Banda Ka. KA-SAT se situó en 9 º este y proporciona acceso a Internet y servicios de transmisión hacia Europa y la cuenca mediterránea. El servicio comercial de KA-SAT comenzó a finales de mayo de 2011.
El servicio funciona con una pequeña parabólica de 77 cm. Los servicios de Tooway por satélite KA-SAT proporcionan hasta 20 Mbit/s de bajada y hasta 6 Mbit/s de subida. Las condiciones de venta y los precios están disponibles a través de los proveedores en cada país.

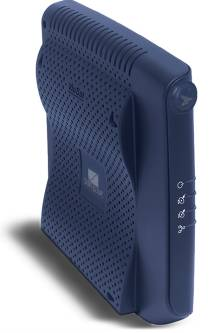
Módem satelital

Subida y bajada

## Antena
Las antenas VSAT son proporcionadas por ASC Signal Corporation Type 100TX y tienen 71 cm de diámetro

## BUC y LNB
El BUC es de 2 W de Advanced Microwave Products (anteriormente denominada US Monolithics).
El LNB es de Zinwell KU-Band oscilador de resonador dieléctrico (DRO) LNB (RF 12.25 a 12.75 GHz e IF 1550 a 2050 MHz).

## Cableado y conectores
Además de transmitir la señal de IF, cada cable coaxial pasa voltaje de corriente continua suministrada por el satmódem (SM) para alimentar TXB y LNB. El sátmodem proporciona 30V, 1.55A al conductor central del conector de transmisión (TX) y 30V, 150mA al conductor central del conector de recepción (RX) en el panel trasero del SM.
Se utilizan conectores de compresión de Cablecon y Stirling y conectores engastados.

## Precios

### Equipo
El precio del equipo suele estar por menos de 350 euros, siendo el del módem de unos $69.

### Tarifas internet
Tooway tiene las siguientes tarifas:
| Tarifa | Velocidad Mb (subida / bajada) | Volumen GB (límite de descarga) | Descarga nocturna |
| ------ | ------------------------------ | ------------------------------- | ----------------- |
| S      | 2 / 1                          | 2                               | No                |
| M      | 20 / 6                         | 10                              | No                |
| L      | 20 / 6                         | 20                              | Sí                |
| XL     | 20 / 6                         | 30                              | Sí                |
| XXL    | 20 / 6                         | 50                              | Sí                |

Algunas cuotas incluyen descarga nocturna ilimitada desde las 23h a 7h de la mañana.